# Ostiano
Ostiano (AFI: /[osˈtjano]/, Üstià in dialetto bresciano) è un comune italiano di 2 768 abitanti della provincia di Cremona in Lombardia. Assieme a Volongo, è uno dei due comuni della provincia cremonese ad estendersi a settentrione del fiume Oglio.

## Geografia fisica

### Territorio
Il territorio comunale è situato nell'interfluvio delle valli dei fiumi Mella e Gambara, affluenti di sinistra dell'Oglio.

## Storia

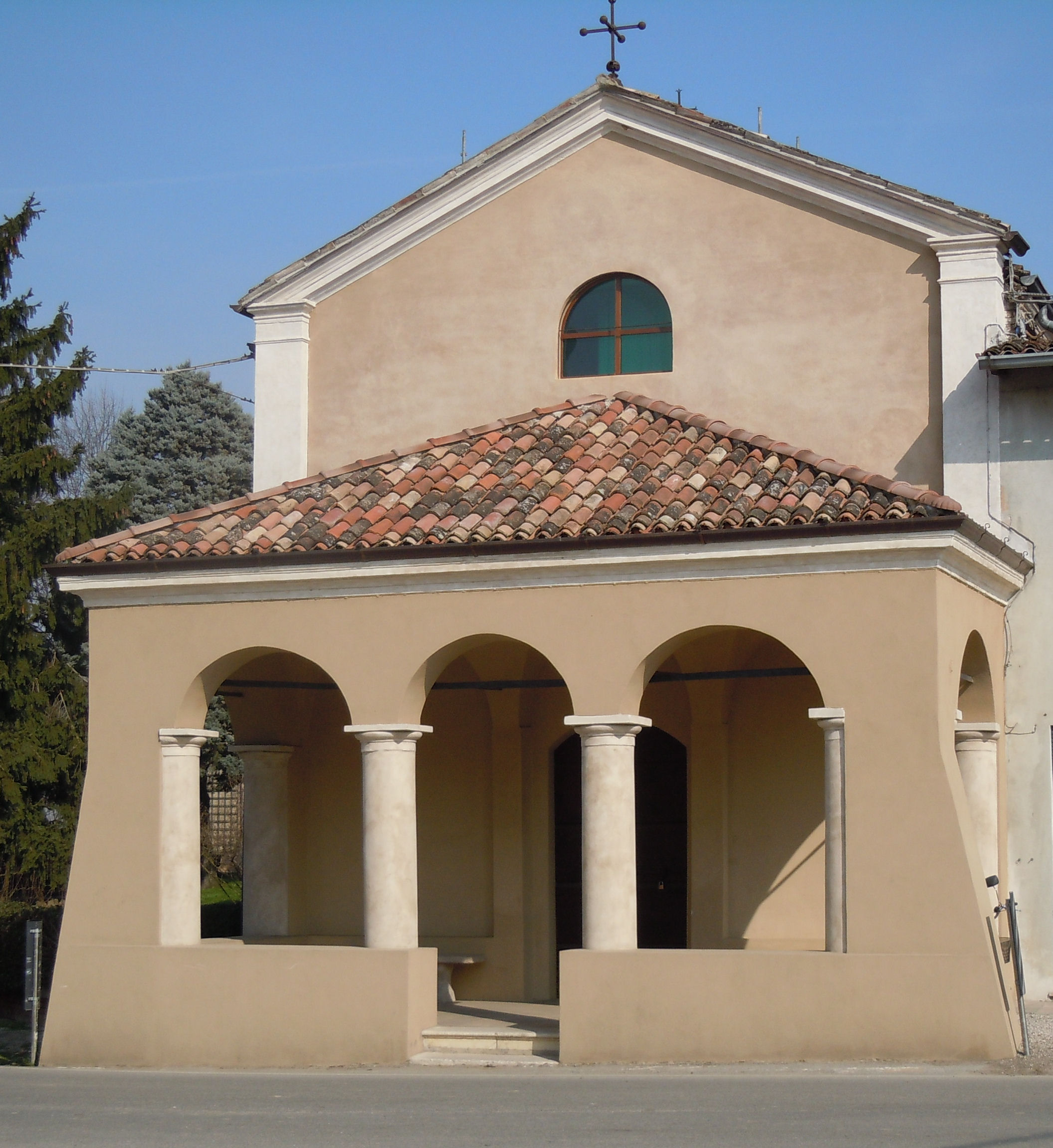
Chiesa di San Rocco

I primi insediamenti nel territorio risalgono al Neolitico, di cui si hanno reperti archeologici che confermano la presenza di una comunità di cacciatori e allevatori. L'area è stata in seguito soggetta alla romanizzazione, testimoniata da tracciati centuriali oltreché dal toponimo Ustilianum, derivato dal gentilizio Hostilius.
Nel XIII e agli inizi del XIV secolo Ostiano fu controllata dalla repubblica comunale di Brescia; in seguito dai Visconti e da Pandolfo Malatesta. Secondo l'Estimo visconteo del 1385, il comune era capoluogo di quadra assieme a Gottolengo.
Nel 1413 passò sotto il dominio dei Gonzaga.
Secondo il compartimento territoriale del 5 giugno 1784, il vicino territorio di Volongo risulta accorpato ad Ostiano, il quale assunse il nome di Ostiano con Volongo. Due anni dopo, fu inserito nella provincia di Bozzolo, poi divenuta di Casalmaggiore; quindi nel 1791 fu spostato nella provincia di Mantova.
A seguito dell'occupazione napoleonica e del trattato di Campoformio, Ostiano entrò nella repubblica Cisalpina: fu inserito prima nel dipartimento del Mella (1798), quindi fu assegnato al dipartimento del Mincio (1805) con la classificazione di comune di seconda classe.
Con l'istituzione del regno Lombardo-Veneto, retto dagli Asburgo d'Austria, il comune rimase legato al mantovano e fu quindi assegnato al distretto VII di Canneto della provincia di Mantova. Per un breve periodo ebbe la denominazione di Ostiano con frazioni e Volongo: nel 1817 il territorio di Volongo fu scorporato e quindi il comune assunse il nome di Ostiano con frazioni.
In seguito alla seconda guerra d'indipendenza (1859) Ostiano passò, con altri comuni mantovani alla destra del fiume Mincio, al Regno di Sardegna (dal 1861 Regno d'Italia) e fu assegnato al circondario di Castiglione delle Stiviere della provincia di Brescia.
Nel 1868 passò alla provincia di Cremona (circondario di Casalmaggiore).
Nel 1891 fu raggiunto dalla tranvia a vapore Cremona-Ostiano, alla quale fece seguito, nel 1914, un'altra proveniente da Brescia, a trazione elettrica. Le linee si attestavano presso due diverse stazioni, raccordate tra loro a partire dal 1917 su richiesta del Regio Esercito
La tranvia per Brescia fu soppressa nel tratto Leno-Ostiano nel 1933, mentre quella per Cremona rimase in funzione fino al 1955.
Il 16 giugno 2013 si svolse un referendum consultivo comunale per chiedere il ritorno alla provincia di Brescia, ma il mancato raggiungimento del quorum sancì la decadenza della proposta.

## Monumenti e luoghi d'interesse

### Architetture militari
- Castello di Ostiano, del XV secolo

### Architetture religiose
- Chiesa di San Michele Arcangelo
- Chiesa della Santissima Trinità
- Chiesa di San Rocco
- Chiesa di Torricella
- Oratorio della Beata Vergine Assunta o dei Disciplini
- Pieve di San Gaudenzio
- Sinagoga di Ostiano, del XVIII secolo è situata all'interno del complesso del castello

## Società

### Evoluzione demografica
Abitanti censiti

### Etnie e minoranze straniere
Secondo i dati ISTAT al 31 dicembre 2019 la popolazione di Ostiano è per circa l'87,80% di cittadinanza italiana. La popolazione straniera residente ammontava a 341 persone, il 12,20% della popolazione. Le nazionalità maggiormente rappresentate in base alla loro percentuale sul totale della popolazione residente erano:
1. India, 211
2. Cina, 39

### Lingue e dialetti
Nel territorio di Ostiano, accanto all'italiano, è parlata la lingua lombarda prevalentemente nella sua variante di dialetto bresciano.

## Cultura
- Museo civico di Ostiano

## Infrastrutture e trasporti

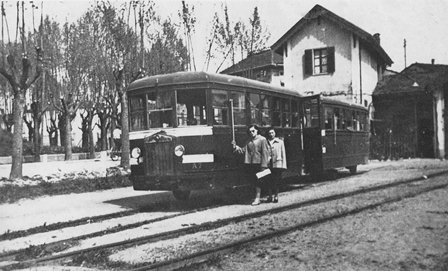
Stazione di Ostiano nel 1950

### Ferrovie e tranvie
Ostiano rappresentò nel XX secolo un'importante località di interscambio dei sistemi su ferro, ospitando le stazioni capolinea della Tranvia Cremona-Ostiano, attiva fra il 1889 e il 1955, e della Tranvia Brescia-Ostiano, in esercizio sull'intero percorso fra il 1914 e il 1932.

## Amministrazione
| Periodo | Periodo   | Primo cittadino       | Partito                     | Carica  | Note |
| ------- | --------- | --------------------- | --------------------------- | ------- | ---- |
| 1985    | 1990      | Rolando Conzadori     | Democrazia Cristiana        | Sindaco |      |
| 1990    | 1995      | Serafino Moglia       | Partito socialista italiano | Sindaco |      |
| 1995    | 1999      | Angelo Telò           | centro                      | Sindaco |      |
| 1999    | 2004      | Alessandro Lanfranchi | lista civica                | Sindaco |      |
| 2004    | 2009      | Alessandro Lanfranchi | lista civica                | Sindaco |      |
| 2009    | 2014      | Lorenzo Locatelli     | PDL-LN                      | Sindaco |      |
| 2014    | 2019      | Lorenzo Locatelli     | Lista civica                | Sindaco |      |
| 2019    | 2024      | Canzio Posio          | Lega Salvini                | Sindaco |      |
| 2024    | in carica | Canzio Posio          | lista civica                | Sindaco |      |